# 大日本史

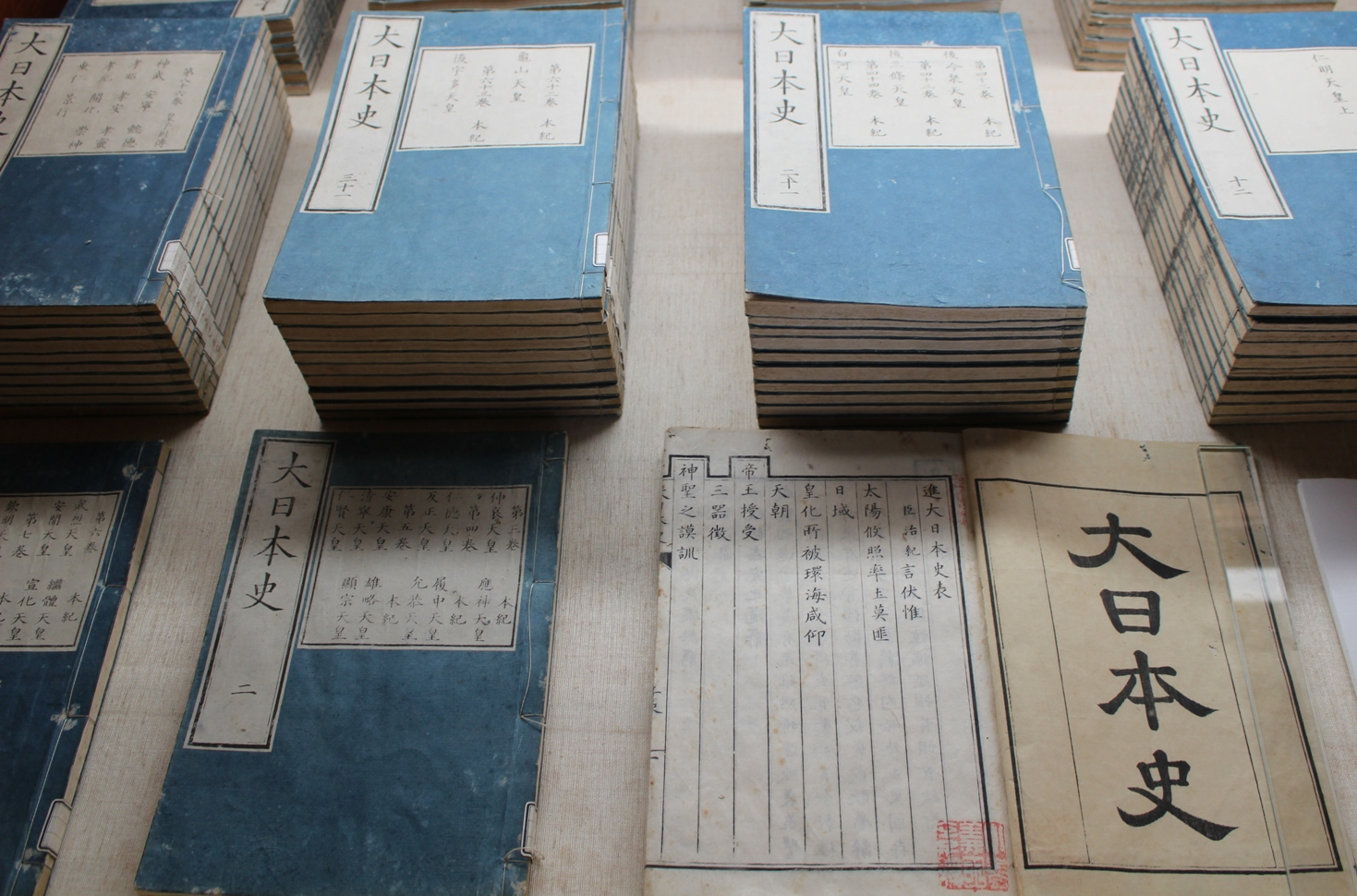
弘道館所蔵の大日本史

『大日本史』（だいにほんし）は、日本の歴史書。江戸時代に御三家のひとつである水戸徳川家当主徳川光圀によって開始され、光圀死後も水戸藩の事業として二百数十年継続し、明治時代に完成した。神武天皇から後小松天皇まで（厳密には南北朝が統一された1392年（元中9年/明徳3年）までを区切りとする）の百代の帝王の治世を扱う。紀伝体の史書で、本紀（帝王）73巻、列伝（后妃・皇子・皇女を最初に置き、群臣はほぼ年代順に配列、時に逆臣伝・孝子伝といった分類も見られる）170巻、志・表154巻、全397巻226冊（目録5巻）。携わった学者たちは水戸学派と呼ばれた。
『大日本史』は光圀死後の1715年（正徳5年）、藩主徳川綱條による命名で、同時代には『本朝史記』や『国史』『倭史』と呼ばれている。質の高い漢文体で書かれ、記事には出典を明らかにし、考証にも気を配っている。

## 概要
『義公行実』など各種伝記史料によれば、水戸徳川家世子として教育を受けていた青年時代の光圀は非行も多かったが、1645年（正保2年）に『史記』「伯夷伝」を読んで伯夷・叔斉に感銘を受け、以来は反省して学問に精励し、史書編纂を志したという。世子時代の1657年（明暦3年）には明暦の大火で小石川藩邸が焼失して駒込別邸へ移り、ここで史局を開発し編纂事業を開始する。史局ははじめ茶屋を利用して史局員を付け、後に火事小屋御殿に移して文庫も設置した。日本では『日本書紀』以下六国史など史書は編年体で編纂されるのが常で、『史記』のような紀伝体の史書が編纂された先例はなく、史館員からの反対意見もあったという。修史事業の動機には、幕府の編纂が行われていたことや、明暦の大火でその資料が亡失したこと（江戸城本丸もこの時焼失した）、林羅山の死などが契機になったと考えられている。
その後、光圀は父頼房の死去により家督を相続し、公務が多忙となったため事業からは遠ざかっていたが、幕府では1662年（寛文2年）に林鵞峰に命じて編年体の史書『本朝通鑑』の編纂を開始しており、光圀は林鵞峰を藩邸に招いて面談し、編纂方針や正統問題について質問している。1672年には編纂事業を本格化させ、駒込別邸の史館を小石川本邸へ移転し、「彰考館」と改めた。史館員も増員し、遠隔地へ派遣して史料収集を行い、特に南朝関係の史料を広く収集している。また、光圀は日本へ亡命した明朝遺臣である朱舜水を招聘し、彼らより歴史の正統性の意味を諭された。特に、南北朝時代の南朝方武将楠木正成の忠誠心を朱舜水に示唆された（そもそも日本の正史にとって、北朝と南朝のどちらをとるのかは最大の選択「本朝の大事」だった）。さらに、北畠親房の『神皇正統記』の影響を受けていた。
なお、光圀は『本朝通鑑』の草稿に、日本の始祖について「呉の太伯の末裔である」という記述を発見して憤慨した、という伝説がある。しかし、現行の『本朝通鑑』にそのような記述は存在せず、また、林鵞峰は『本朝通鑑』では太伯末裔説を採用しないことを明言しており、この説は否定されている。
1676年（延宝4年）6月には神武天皇から後醍醐天皇までの本紀が清書され、天和年間には『新撰紀伝』104巻として完成するが、光圀は南北朝合一の後亀山天皇期まで扱う必要性と内容上の不備を感じ、同年には彰考館に総裁を置いて機構を改革し、新館を新築して史館員も増員させ、国史以外にも詩文集など編纂事業が拡大していった。光圀は1690年（元禄3年）に西山荘へ隠棲すると、国史以外の各種事業を停止して本紀の完成を促進させ、1697年には「百王本紀」として完成させる。
1715年（正徳5年）には藩主綱條により書名が裁定され、水館の主張する『皇朝新史』と江館の『大日本史』の間で論争があり後者に決定し、同年の光圀忌日には清書本（正徳本）が光圀廟に供えられた。また、1720年（享保5年）にはさらに校訂を加えた享保本が幕府に献上されている。1737年（元文2年）に光圀死後の事業を主導してきた安積澹泊が死去すると事業は休止する。
江戸後期には彰考館総裁の立原翠軒により、1799年（寛政11年）の光圀百年忌に備えた刊行のため、校訂作業が進められた。また、書名に国号を冠することや論賛の是非について、立原と史館員の藤田幽谷の間で対立が発生し、江館と水館の党派的対立に発展している（史館動揺）。明治以後は水戸徳川家の事業として栗田寛を中心に残された「志」「表」の編纂が進められた。1906年（明治39年）に10代藩主慶篤の孫にあたる徳川圀順が完成させるまで、1645年（正保2年）光圀が学を志してから数えて261年（満260年）、1657年（明暦3年）光圀が史局を開発してから数えて249年（満248年）の歳月を要した（ただし、本紀・列伝は光圀存命中にはほぼ完成しており、幕末以後何度か刊行されている）。
草稿などは徳川ミュージアムに所蔵されている。

## 特色
次の点が三大特色とされる。
1. 神功皇后を皇后伝に列した。
2. 大友皇子を帝紀に列した。
3. 南朝正統論を唱えた。

全体的に水戸学=大義名分論とする尊皇論で貫かれており、幕末の思想に大きな影響を与えた。歴代天皇が現在のものに改編されたのも『大日本史』の影響とされている。
近代の歴史学においては久米邦武が頼山陽の『日本外史』と共に「劇本の類」と否定的評価を行っている。一方で歴史学を専門としない哲学者の西田幾多郎は「明治大正の間、歴史の名に値するほどの著述は一つもない。むしろ我々の考えている歴史というものから見て、真に歴史といってよいものは、水戸の『大日本史』があるだけである」と思想書として高く評価している。

## 内容

### 本紀
- 巻之一 本紀第一 - 神武天皇 綏靖天皇 安寧天皇 懿徳天皇 孝昭天皇 孝安天皇 孝霊天皇 孝元天皇 開化天皇
- 巻之二 本紀第二 - 崇神天皇 垂仁天皇 景行天皇 成務天皇
- 巻之三 本紀第三 - 仲哀天皇 応神天皇
- 巻之四 本紀第四 - 仁徳天皇 履中天皇 反正天皇 允恭天皇
- 巻之五 本紀第五 - 安康天皇 雄略天皇 清寧天皇 顕宗天皇 仁賢天皇
- 巻之六 本紀第六 - 武烈天皇 継体天皇 安間天皇〔ママ〕 宣化天皇
- 巻之七 本紀第七 - 欽明天皇 敏達天皇 用明天皇 崇峻天皇
- 巻之八 本紀第八 - 推古天皇 舒明天皇
- 巻之九 本紀第九 - 皇極天皇 孝徳天皇 斉明天皇
- 巻之十 本紀第十 - 天智天皇 天皇大友
- 巻之十一 本紀第十一 - 天武天皇
- 巻之十二 本紀第十二 - 持統天皇
- 巻之十三 本紀第十三 - 文武天皇
- 巻之十四 本紀第十四 - 元明天皇
- 巻之十五 本紀第十五 - 元正天皇
- 巻之十六 本紀第十六 - 聖武天皇
- 巻之十七 本紀第十七 - 孝謙天皇
- 巻之十八 本紀第十八 - 廃帝
- 巻之十九 本紀第十九 - 称徳天皇
- 巻之二十 本紀第二十 - 光仁天皇
- 巻之二十一 本紀第二十一 - 桓武天皇
- 巻之二十二 本紀第二十二 - 平城天皇
- 巻之二十三 本紀第二十三 - 嵯峨天皇
- 巻之二十四 本紀第二十四 - 淳和天皇
- 巻之二十五 本紀第二十五 - 仁明天皇上
- 巻之二十六 本紀第二十六 - 仁明天皇下
- 巻之二十七 本紀第二十七 - 文徳天皇
- 巻之二十八 本紀第二十八 - 清和天皇
- 巻之二十九 本紀第二十九 - 陽成天皇
- 巻之三十 本紀第三十 - 光孝天皇
- 巻之三十一 本紀第三十一 - 宇多天皇
- 巻之三十二 本紀第三十二 - 醍醐天皇
- 巻之三十三 本紀第三十三 - 朱雀天皇
- 巻之三十四 本紀第三十四 - 村上天皇
- 巻之三十五 本紀第三十五 - 冷泉天皇
- 巻之三十六 本紀第三十六 - 円融天皇
- 巻之三十七 本紀第三十七 - 華山天皇
- 巻之三十八 本紀第三十八 - 一条天皇
- 巻之三十九 本紀第三十九 - 三条天皇
- 巻之四十 本紀第四十 - 後一条天皇
- 巻之四十一 本紀第四十一 - 後朱雀天皇
- 巻之四十二 本紀第四十二 - 後冷泉天皇
- 巻之四十三 本紀第四十三 - 後三条天皇
- 巻之四十四 本紀第四十四 - 白河天皇
- 巻之四十五 本紀第四十五 - 堀河天皇
- 巻之四十六 本紀第四十六 - 鳥羽天皇
- 巻之四十七 本紀第四十七 - 崇徳天皇
- 巻之四十八 本紀第四十八 - 近衛天皇
- 巻之四十九 本紀第四十九 - 後白河天皇
- 巻之五十 本紀第五十 - 二条天皇
- 巻之五十一 本紀第五十一 - 六条天皇
- 巻之五十二 本紀第五十二 - 高倉天皇
- 巻之五十三 本紀第五十三 - 安徳天皇
- 巻之五十四 本紀第五十四 - 後鳥羽天皇
- 巻之五十五 本紀第五十五 - 土御門天皇
- 巻之五十六 本紀第五十六 - 順徳天皇
- 巻之五十七 本紀第五十七 - 九条廃帝
- 巻之五十八 本紀第五十八 - 後堀河天皇
- 巻之五十九 本紀第五十九 - 四条天皇
- 巻之六十 本紀第六十 - 後嵯峨天皇
- 巻之六十一 本紀第六十一 - 後深草天皇
- 巻之六十二 本紀第六十二 - 亀山天皇
- 巻之六十三 本紀第六十三 - 後宇多天皇
- 巻之六十四 本紀第六十四 - 伏見天皇
- 巻之六十五 本紀第六十五 - 後伏見天皇
- 巻之六十六 本紀第六十六 - 後二条天皇
- 巻之六十七 本紀第六十七 - 花園天皇
- 巻之六十八 本紀第六十八 - 後醍醐天皇上
- 巻之六十九 本紀第六十九 - 後醍醐天皇下
- 巻之七十 本紀第七十 - 後村上天皇
- 巻之七十一 本紀第七十一 - 長慶天皇 後亀山天皇
- 巻之七十二 本紀第七十二 - 後小松天皇上
  - 紀首掲北朝五主紀（光厳院 光明院 崇光院 後光厳院 後円融院）
- 巻之七十三 本紀第七十三 - 後小松天皇下

### 列伝
- 巻之七十四 列伝第一 后妃一
  - 神武 媛蹈鞴五十鈴媛皇后 妃吾平津媛
  - 綏靖 五十鈴依媛皇后
  - 安寧 渟名底仲媛皇后
  - 懿徳 天豊津媛皇后
  - 孝昭 世襲足媛皇后
  - 孝安 押媛皇后
  - 孝霊 細媛皇后 妃倭国香媛 妃絙某弟 春日千千速真若媛
  - 孝元 欝色謎皇后 妃埴安媛
  - 開化 伊香色謎皇后 妃丹波竹野媛 妃姥津媛 鸇媛
  - 崇神 御間城姫皇后 妃遠津年魚眼眼妙媛 妃尾張大海媛
  - 垂仁 狭穂姫皇后 日葉酢媛皇后 妃渟葉田瓊入媛 妃真砥野媛 妃薊瓊入媛 迦具夜媛 苅幡戸辺 弟苅幡戸辺
  - 景行 播磨稲日大郎姫皇后 八坂入媛皇后 妃水歯郎媛 妃五十河媛 妃高田媛 妃日向髮長大田根 妃襲武媛 妃御刀媛 妃五十琴姫 稲日稚郎姫 迦具漏媛
  - 仲哀 神功皇后 妃大中姫 妃弟媛
  - 応神 仲姫皇后 妃 高城入媛 妃弟姫 妃宮主宅媛 妃小甂媛 妃弟姫 妃糸媛 妃日向泉長媛 妃兄媛 迦具漏媛
  - 仁徳 磐之媛皇后 八田皇后 妃日向髮長媛
  - 履中 草香幡梭皇后 妃黒媛 嬪大姫郎姫 高鶴郎姫
- 巻之七十五 列伝第二 后妃二
  - 反正 皇夫人津野媛 弟媛
  - 允恭 忍坂大中姫皇后 衣通郎姫
  - 安康 中蒂姫皇后
  - 雄略 草香幡梭皇后 妃葛城韓媛 妃吉備稚媛 妃童女君
  - 顕宗 難波小野皇后
  - 仁賢 春日大娘皇后 糠君娘
  - 武烈 春日娘子皇后
  - 継体 手白香皇后 妃目子媛 妃稚子媛 妃広媛 妃麻積娘子 妃関媛 妃倭媛 妃荑媛 妃広媛
  - 安間 春日山田皇后 妃紗手媛 妃香香有媛 妃宅媛
  - 宣化 橘仲皇后 妃大河内稚子媛
  - 欽明 石姫皇后 妃倉稚綾姫 妃日影皇后 妃堅塩媛 妃小姉君 妃糠子
  - 敏達 広姫皇后 額田部皇后 夫人老女君 夫人免名子
  - 用明 穴穂部間人皇后 嬪石寸名 広子
  - 崇峻 妃小手子
  - 舒明 宝皇后 夫人法提郎媛 蚊屋采女
  - 孝徳 間人皇后 妃小足媛 妃乳娘
  - 天智 倭姫王皇后 嬪遠智娘 嬪姪娘 嬪橘娘 嬪常陸娘 色夫古娘 黒媛娘 越道君伊羅都売 宅子娘
  - 帝大友 妃十市皇女 耳面刀自
  - 天武 鸕野皇后 妃大田皇女 妃大江皇女 妃新田部皇女 夫人氷上娘 夫人五百重娘 夫人大蕤娘 額田姫王 尼子娘 穀媛娘
- 巻之七十六 列伝第三 后妃三
  - 文武 藤原皇后 嬪紀竃門娘 嬪石川刀子娘
  - 聖武 藤原皇后 夫人県犬養広刀自 夫人藤原氏 夫人藤原氏 夫人広岡古那可
  - 廃帝 後宮粟田諸姉
  - 光仁 光仁皇后 高野皇后 夫人藤原曹子 尾張女王 県犬養男耳 島姫
  - 桓武 藤原皇后 藤原皇后 妃酒人内親王 夫人藤原吉子 夫人多治比真宗 夫人藤原小屎 女御紀乙魚 女御百済教法 橘常子 橘御井子 坂上春子 紀若子 坂上又子 藤原上子 藤原河子 河上好 百済教仁 百済貞香 藤原東子 藤原南子 中臣豊子 橘田村子 多治比豊継 百済永継
- 巻之七十七 列伝第四 后妃四
  - 平城 藤原皇后 妃朝原内親王 妃大宅内親王 尚侍藤原薬子 伊勢継子 葛井藤子 紀魚員
  - 嵯峨 橘皇后 妃高津内親王 妃多治比高子 夫人藤原産子 夫人藤原緒夏 女御大原浄子 女御百済貴命 更衣秋篠高子 更衣山田近子 更衣飯高宅眉 尚侍百済慶命 笠継子 大原全子 高階河子 交野女王 文室文子 広井氏 上毛野氏 安倍楊津 田中氏 粟田氏 惟良氏 長岡氏 布勢氏 当麻氏 紀氏 内蔵氏 甘南備氏
  - 淳和 皇后 皇后 女御永原氏 女御橘氏子 尚蔵緒継女王 大中臣安子 大野鷹子 橘船子 丹墀池子 清原春子
  - 仁明 藤原皇后 藤原皇后 女御滋野縄子 女御藤原貞子 更衣紀種子 更衣三国氏 藤原賀登子 藤原小童子 高宗女王 百済永慶 山口氏
  - 文徳 藤原皇后 女御藤原古子 女御東子女王 女御藤原年子 女御藤原多可幾子 女御藤原是子 更衣紀静子 滋野岑子 滋野奥子 藤原今子 藤原列子 伴氏 多治氏 清原氏 菅原氏 布勢氏
- 巻之七十八 列伝第五 后妃五
  - 清和 藤原皇后 女御藤原多美子 女御平寛子 女御嘉子女王 女御源済子 女御源貞子 女御隆子女王 女御兼子女王 女御忠子女王 女御藤原頼子 女御藤原佳珠子 女御源厳子 女御源喧子 女御源宜子 更衣藤原氏 更衣在原氏 更衣藤原氏 更衣藤原氏 更衣佐伯氏 橘氏 藤原氏 王氏 藤原氏 賀茂氏 大野氏
  - 陽成 後宮姉子女王 藤原氏 紀氏 伴氏 佐伯氏
  - 光孝 王皇后 女御藤原佳美子 女御平等子 女御藤原元善 更衣讃岐氏 王氏 布勢氏 多治氏
  - 宇多 藤原中宮 藤原皇后 女御橘義子 女御菅原衍子 女御橘房子 更衣源貞子 尚侍藤原褒子 藤原氏 王氏 藤原氏
  - 醍醐 藤原皇后 妃為子内親王 女御源和子 女御藤原仁善子 女御藤原能子 女御藤原和香子 更衣藤原淑姫 更衣源周子 更衣藤原鮮子 更衣藤原桑子 更衣源封子 更衣満子女王 更衣源貞子 更衣藤原氏 源氏
- 巻之七十九 列伝第六 后妃六
  - 朱雀 女御煕子女王 女御藤原慶子
  - 村上 藤原皇后 女御藤原述子 女御徽子女王 女御荘子女王 女御藤原芳子 更衣源計子 更衣藤原祐姫 更衣藤原正妃 尚待藤原登子
  - 冷泉 皇后 藤原皇后 藤原皇后 女御藤原怤子
  - 円融 藤原皇后 藤原皇后 藤原皇后 尊子内親王
  - 華山 女御藤原忯子 女御藤原姚子 女御藤原諟子 女御婉子女王 平平子
  - 一条 藤原皇后 藤原中宮 女御藤原義子 女御藤原元子 女御藤原尊子
- 巻之第八十 列伝第七 后妃七
  - 三条 藤原中宮 藤原皇后 女御藤原氏 尚侍藤原綏子
  - 後一条 藤原中宮
  - 後朱雀 皇后 藤原中宮 藤原皇后 女御藤原生子 女御藤原延子
  - 後冷泉 中宮 藤原皇后 藤原皇后
  - 後三条 中宮 藤原皇后 女御藤原昭子 女御源基子 掌侍某氏 藤原氏
- 巻之八十一 列伝第八 后妃八
  - 白河 藤原中宮 女御藤原道子 典侍藤原経子 源師子 藤原氏 源氏 藤原氏 源氏 源氏 女御祇園女御 女御賀茂女御
  - 堀河 中宮 女御藤原茨子 王氏 藤原氏 藤原氏
  - 鳥羽 藤原中宮 藤原皇后 藤原皇后 橘氏 藤原氏 藤原氏 藤原氏 紀氏
  - 崇徳 藤原中宮 源氏 藤原氏
  - 近衛 藤原皇后 藤原中宮
  - 後白河 藤原中宮 平皇后 女御源懿子 女御藤原琮子 藤原氏 高階栄子 藤原成子 坊門局 紀氏 源氏
- 巻之八十二 列伝第九 后妃九
  - 二条 中宮 藤原中宮 伊岐氏 某氏 中原氏
  - 高倉 平中宮 掌侍平氏 典侍藤原殖子 典侍藤原氏 藤原氏 藤原氏 葵前
  - 後鳥羽 藤原中宮 典侍某氏 藤原重子 源在子 藤原氏 藤原氏 源氏 尾張局 丹波局
  - 土御門 藤原中宮 掌侍源通子 掌侍高階氏 掌侍源氏 源氏 藤原氏 源氏 藤原氏 源氏 某氏 某氏 某氏 丹波局 某氏
  - 順徳 藤原中宮 藤原氏 藤原氏 藤原氏 宰相局
  - 九条廃帝 後宮某氏
  - 後堀河 藤原皇后 藤原中宮 藤原中宮 典侍藤原氏 藤原氏
  - 四条 女御藤原彦子
- 巻之八十三 列伝第第十 后妃十
  - 後嵯峨 藤原中宮 更衣藤原氏 典侍平棟子 掌侍藤原氏 御匣殿藤原氏 藤原氏 藤原氏 藤原氏 藤原氏 藤原氏 源氏
  - 後深草 藤原中宮 典侍藤原氏 御匣殿藤原房子 三善忠子 藤原愔子 藤原相子 藤原成子
  - 亀山 藤原皇后 藤原中宮 女御藤原位子 典侍藤原雅子 典侍藤原氏 典侍平氏 藤原瑛子 藤原禖子 藤原寿子 資子 藤原氏 藤原氏 藤原氏 藤原氏 源氏 廊御方 督局 貫川
- 巻之八十四 列伝第十一 后妃十一
  - 後宇多 皇后 典侍藤原忠子 源基子 掄子 瑞子 藤原氏 藤原氏 藤原氏
  - 伏見 藤原中宮 藤原経子 藤原季子 藤原氏 藤原英子 掌侍某氏 源氏 藤原氏 治部卿局 西御方
  - 後伏見 女御藤原寧子 藤原氏 藤原氏 高階氏 治部卿局 右京大夫局
  - 後二条 藤原中宮 尚侍藤原頊子 掌侍平氏 御匣殿藤原氏 藤原氏 藤原宗子 平氏 新大納言局
  - 花園 典侍藤原氏 藤原実子 藤原氏
- 巻之八十五 列伝第十二 后妃十二
  - 後醍醐 藤原中宮 中宮 妃藤原廉子 女御藤原栄子 典侍藤原親子 藤原為子 藤原実子 藤原守子 源親子 菅原氏 藤原氏 藤原氏 大納言局 権中納言局 民部卿局 坊門局 左衛門督局 近衛局 某氏
  - 後村上 女御 教子
  - 後亀山 中宮
  - 後小松 後宮藤原資子 藤原氏
  - 附北朝后妃
    - 光厳 後宮寿子内親王 懽子内親王 藤原秀子 藤原氏
    - 崇光 女御藤原氏 典侍源資子
    - 後光厳 後宮藤原仲子 内侍橘氏 右衛門佐局 藤原氏
    - 後円融 後宮藤原厳子 藤原康子 典侍藤原今子
- 巻之八十六 列伝第十三 皇子一
  - 神武四子 手研耳命 神八井耳命 彦八井耳命 岐須美美命
  - 安寧二子 息石耳命 磯城津彦命
  - 懿徳一子 武石彦奇友背命
  - 孝昭一子 天足彦国押人命
  - 孝安一子 大吉備諸進命
  - 孝霊四子 日子刺肩別命 彦五十狭芹彦命 彦狭島命 稚武彦命 孫吉備武彦命
  - 孝元四子 大彦命 少名日子建豬心命 彦太忍信命 武埴安彦命
  - 開化三子 彦湯産隅命 彦坐王 建豊波豆羅和気命
  - 崇神六子 彦五十狭茅命 倭彦命 五十日鶴彦命 豊城入彦命 子八綱田 孫彦狭島王 大入杵命 八坂入彦命
  - 垂仁十一子 誉津別命 五十瓊敷入彦命 大中津日子命 稚城瓊入彦命 鐸石別命 池速別命 祖別命 五十日足彦命 膽武別命 磐衝別命 袁邪弁王
  - 景行五十四子 櫛角別王 大碓皇子 日本武尊 五百城入彦皇子 忍之別皇子 稚倭根子皇子 大酢別皇子 五十狭城入彦皇子 吉備兄彦皇子 神櫛皇子 稲背入彦皇子 武国凝別皇子 日向襲津彦皇子 国乳別皇子 国背別皇子 豊戸別皇子 豊国別皇子 五十功彦命 真若王 彦人大兄王 大江王 豊門入彦命 稚屋彦命 武国皇別命 真稚彦命 天帯根命 大曽色別命 五十河彦命 石社別命 大稲背別命 武押別命 不知来入彦命 曽能目別命 十市入彦命 襲小橋別命 色已焦別命 熊津彦命 息前彦人大兄水城命 熊忍津彦命 櫛見皇命 武弟別命 草木命 稚根子皇子命 兄彦命 手事別命 大我門別命 豊日別命 三川宿彌命 豊手別命 倭宿禰命 豊津彦命 五百木根命 弟別命 大焦別命
- 巻之八十七 列伝第十四 皇子二
  - 仲哀三子 麛坂皇子 忍熊皇子 誉屋別皇子
  - 応神十子 根鳥皇子 稚野毛二派皇子 額田大中彦皇子 大山守皇子 去来真稚皇子 皇太子菟道稚郎子 隼総別皇子 大葉枝皇子 小葉枝皇子 堅石王
  - 仁徳二子 住吉仲皇子 大草香皇子 子眉輪王
  - 履中二子 磐坂市辺押磐皇子 御馬皇子
  - 反正一子 高部皇子
  - 允恭三子 皇太子木梨軽 境黒彦皇子 八釣白彦皇子
  - 雄略二子 磐城皇子 星川稚宮皇子
  - 継体六子 大郎皇子 椀子皇子 耳皇子 厚皇子 兔皇子 中皇子
  - 宣化二子 上殖葉皇子 火焔皇子
  - 欽明十三子 箭田珠勝大兄皇子 石上皇子 倉皇子 蝋觜鳥皇子 椀子皇子 石上部皇子 山背皇子 桜井皇子 橘本稚皇子 茨城皇子 葛城皇子 埿部穴穂部皇子 橘麻呂皇子
  - 敏達六子 押坂彦人大兄皇子 竹田皇子 尾張皇子 難波皇子 春日皇子 大派皇子
  - 用明六子 聖徳太子厩戸 子山背大兄王 麻呂子皇子 来目皇子 殖栗皇子 田目皇子 茨田皇子
- 巻之八十八 列伝第十五 皇子三
  - 崇峻一子 蜂子皇子
  - 舒明二子 古人皇子 蚊屋皇子
  - 孝徳一子 有間皇子
  - 天智三子 建皇子 川島皇子 春日宮天皇施基
  - 帝大友二子 葛野皇子 与多王
  - 天武十子 岡宮天皇 大津皇子 崇道尽敬皇帝舎人 長親王 穂積親王 弓削皇子 新田部親王 子廃太子道祖 高市皇子 忍壁親王 磯城皇子
  - 聖武二子 皇太子某 安積親王
  - 光仁五子 崇道天皇早良 稗田親王 廃太子他戸 広根諸勝 僧開成
- 巻之八十九 列伝第十六 皇子四
  - 桓武十三子 伊予親王 葛原親王 万多親王 賀陽親王 子忠貞王 明日香親王 佐味親王 大徳親王 仲野親王 葛井親王 大田親王 坂本親王 長岡岡成 良岑安世 子木連 宗貞
- 巻之第九十 列伝第十七 皇子五
  - 平城三子 阿保親王 高岳廃太子 巨勢親王
  - 嵯峨二十二子 業良親王 秀良親王 忠良親王 基良親王 淳王 源信 源弘 源常 源寛 源明 源定 源鎮 源生 源澄 源安 源清 源融 源勤 源啓 源勝 源賢 源継
- 巻之九十一 列伝第十八 皇子六
  - 淳和五子 恒世親王 恒貞廃太子 恒統親王 基貞親王 良貞親王
  - 仁明十二子 宗康親王 人康親王 本康親王 国康親王 常康親王 成康親王 源多 源冷 源光 源効 源覚 貞登
  - 文徳十一子 惟喬親王 惟条親王 惟彦親王 惟恒親王 源能有 源毎有 源時有 源本有 源定有 源載有 源行有
- 巻之九十二 列伝第十九 皇子七
  - 清和十三子 貞固親王 貞元親王 貞保親王 貞平親王 貞純親王 貞辰親王 貞數親王 貞真親王 貞頼親王 源長猷 源長淵 源長鑑 源長頼
  - 陽成七子 元良親王 元平親王 元長親王 元利親王 源清蔭 源清鑑 源清遠
  - 光孝十七子 是忠親王 是貞親王 源近善 源貞恒 源国紀 源元長 源兼善 源名実 源旧鑑 源篤行 源最善 源音恒 源是恒 源成蔭 源香泉 源友貞 滋水清実 僧空性
- 巻之九十三 列伝第二十 皇子八
  - 宇多十子 斉中親王 斉世親王 敦慶親王 載明親王 敦固親王 敦賀親王 子源雅信 源重信 行中親王 斉邦親王 雅明親王 行明親王
  - 醍醐十六子 克明親王 子源博雅 文献太子保明 子慶頼王 代明親王 子源延光 重明親王 常明親王 式明親王 有明親王 時明親王 長明親王 章明親王 盛明親王 兼明親王 源高明 源自明 源允明 源為明
- 巻之九十四 列伝第二十一 皇子九
  - 村上七子 広平親王 致平親王 為平親王 昌平親王 具平親王 永平親王 昭平親王
  - 冷泉二子 為尊親王 敦道親王
  - 華山四子 清仁親王 昭登親王 僧深観 僧覚源
  - 一条一子 敦康親王
  - 三条四子 小一条院敦明 子敦貞親王 敦昌親王 敦元朔王 敦賢親王 敦儀親王 敦平親王 師明親王
  - 後三条四子 皇太弟実仁 輔仁親王 子源有仁 皇子某 藤原有佐
- 巻之九十五 列伝第二十二 皇子十
  - 白河七子 敦文親王 覚行法親王 覚法法親王 聖慧法親王 僧行慶 僧円行 僧静證
  - 堀河二子 最雲法親王 僧寛暁
  - 鳥羽八子 通仁親王 君仁親王 本仁親王 道慧法親王 覚快法親王 最忠法親王 道果法親王 僧真誉
  - 崇徳二子 重仁親王 僧元性
  - 後白河九子 守覚法親王 以仁王 円慧法親王 定慧法親王 静慧法親王 道法法親王 承仁法親王 僧真禎 僧恒慧
- 巻之九十六 列伝第二十三 皇子十一
  - 二条一子 僧尊慧
  - 高倉二子 後高倉院守貞 惟明親王
  - 後鳥羽十二子 長仁親王 雅成親王 頼仁親王 覚仁法親王 寛成親王 朝仁親王 尊円法親王 僧道守 僧覚誉 僧道伊 僧道縁 僧行超
  - 土御門十子 尊守法親王 道仁法親王 道円法親王 仁助法親王 静仁法親王 最仁法親王 尊助法親王 僧増仁 僧懐尊 僧寂慧
  - 順徳六子 尊覚法親王 忠成王 孫忠房親王 善統親王 覚慧法親王 彦成王 皇子某
- 巻之九十七 列伝第二十四 皇子十二
  - 後嵯峨十二子 恒尊親王 雅尊親王 貞良親王 円助法親王 浄助法親王 省仁親王 覚助法親王 忠助法親王 最助法親王 慈助法親王 仁慧法親王 僧勝助
  - 後深草五子 幸仁親王 満仁親王 行覚法親王 深性法親王 恒助法親王
  - 亀山二十三子 知仁親王 啓仁親王 継仁親王 守良親王 兼良親王 桓明親王 良助法親王 僧道性 聖雲法親王 覚雲法親王 定良親王 性慧法親王 性覚法親王 性融法親王 順助法親王 慈道法親王 行円法親王 恒雲法親王 益性法親王 道澄法親王 僧尊誓 寛尊法親王 尊珍法親王
- 巻之九十八 列伝第二十五 皇子十三
  - 後宇多三子 承覚法親王 性円法親王 良治親王
  - 伏見七子 寛性法親王 慧助法親王 吉永親王 尊彦親王 道熙法親王 尊熙法親王 聖珍法親王
  - 後伏見九子 寧永法親王 尊胤法親王 景仁親王 長助法親王 寛胤法親王 承胤法親王 亮性法親王 尊実法親王 尊省親王
  - 後二条五子 邦良皇太子 邦省親王 祐助法親王 尊済法親王 聖尊法親王
  - 花園三子 直仁親王 覚誉法親王 業永親王
- 巻之九十九 列伝第二十六 皇子十四
  - 後醍醐十五子 尊良親王 世良親王 護良親王 子陸良 静尊法親王 宗良親王 恒良皇太子 成良親王 躬良親王 懐良親王 僧尊真 聖助法親王 玄円法親王 僧恒性 僧元選 満良親王
  - 後村上六子 世泰親王 惟成親王 泰成皇大弟 説成親王 良成 泰邦親王
  - 長慶一子 僧尊聖
  - 後亀山一子 皇子某
  - 後小松二子 皇子某 僧宗純
  - 附北朝皇子
    - 光厳二子 義仁法親王 尊敦親王
    - 光明一子 周尊
    - 崇光三子 栄仁親王 弘助法親王 興信法親王
    - 後光厳十四子 亮仁法親王 行助法親王 覚叡法親王 熙永親王 堯仁法親王 久尊親王 覚増法親王 寛守法親王 明承法親王 聖助法親王 堯性法親王 道寛法親王 僧某 僧某
    - 後円融一子 道朝法親王
- 巻之第一百 列伝第二十七 皇女一
  - 孝霊三女
  - 孝元一女
  - 開化一女
  - 崇神五女
  - 垂仁五女
  - 景行八女
  - 応神十五女
  - 仁徳一女
  - 履中二女
  - 反正三女
  - 允恭四女
  - 雄略二女
  - 仁賢七女
  - 継体十二女
  - 宣化三女
  - 欽明九女
  - 敏達十女
  - 用明一女
  - 崇峻一女
  - 舒明一女
  - 天智十女
  - 帝大友二女
  - 天武七女
- 巻之一百一 列伝第二十八 皇女二
  - 聖武三女
  - 光仁三女
  - 桓武十九女
  - 平城四女
  - 嵯峨二十七女
  - 淳和八女
  - 仁明九女
  - 文徳十八女
- 巻之第零二 列伝第二十九 皇女三
  - 清和五女
  - 陽成二女
  - 光孝二十六女
  - 宇多九女
  - 醍醐十八女
  - 朱雀一女
  - 村上十女
  - 冷泉三女
  - 一条二女
  - 三条六女
  - 後一条二女
  - 後朱雀五女
  - 後三条四女
- 巻之第零三 列伝第三十 皇女四
  - 白河六女
  - 堀河二女
  - 鳥羽九女
  - 後白河六女
- 巻之第零四 列伝第三十一 皇女五
  - 二条一女
  - 高倉三女
  - 後鳥羽五女
  - 土御門九女
  - 順徳二女
  - 九条廃帝一女
  - 後堀河四女
- 巻之一百五 列伝第三十二 皇女六
  - 後嵯峨六女
  - 後深草五女
  - 亀山十二女
  - 後宇多四女
  - 伏見四女
  - 後伏見七女
  - 後二条四女
  - 花園五女
  - 後醍醐十九女
  - 後村上一女
  - 附北朝皇女
    - 光厳一女
    - 光明二女
    - 後光厳二女
    - 後円融二女
- 巻之一百六 列伝第三十三 - 可美真手命 道臣命 椎根津彦 弟猾 弟磯城 熊野高倉下
- 巻之一百七 列伝第三十四 - 彦国葺 難波根子武振熊 野見宿禰 天日槍 曾孫田道間守 五十跡手 阿知使主 酒君 秦酒公
- 巻之一百八 列伝第三十五 - 武内宿禰 子平群木菟宿禰 紀角宿禰 葛城長江襲津彦 的戸田宿禰 千熊長彦 荒田別命 子田道
- 巻之一百九 列伝第三十六 - 大伴室屋 孫金村 曾孫狭手彦 金村孫咋 物部目 孫尾輿 物部麁鹿火 紀小弓 子大磐 近江毛野 紀男麻呂 日羅 阿部比羅夫 朴市秦田来津
- 巻之一百一十 列伝第三十七 - 葛城円 平群真鳥 蘇我稲目 子境部摩理勢 物部弓削守屋 捕鳥部万
- 巻之一百十一 列伝第三十八 - 藤原鎌足 蘇我倉山田石川麻呂 巨勢徳太古 多治比島 子水守 広足 石上麻呂 子乙麻呂
- 巻之一百十二 列伝第三十九 - 蘇我赤兄 中臣金 蘇我果安 巨勢人 書薬 忍坂大麻呂 穂積百足 樟磐手 田辺小隅 境部薬 秦友足 壱岐韓国 犬養五十君 谷塩手 廬井鯨 社戸大口 土師千島 智尊 大伴吹負 馬来田 小子部鉏鉤 坂本財 紀阿閉麻呂 大分恵尺 物部朴井雄君 三輪子首 坂田雷 紀堅麻呂 大分稚見 秦綱手 星川麻呂 三宅石床 舎人糠虫 土師真敷 膳摩漏 当麻広麻呂 羽田八国 大伴友国 文智徳 蚊屋木間 賀茂蝦夷 多品治 若桜部五百瀬 和珥部君手 田中足麻呂 山背部小田 坂上老 県犬養大伴 忌部色布知 民大火 高田新家 書根麻呂 黄文大伴 村国男依 三輪高市麻呂 栗隈王 子三野王 大伴安麻呂
- 巻之一百十三 列伝第四十 - 小野妹子 孫毛野 坂合部石布 津守吉祥 伊吉博徳 粟田真人 坂合部大分 鴨吉備麻呂 山上憶良 伊吉古麻呂 多治比縣守 弟広成 中臣名代 小野石根 小野滋野 海上三狩 羽栗翼 上毛野大川 高原源 布勢清直 藤原葛野麻呂 子常嗣
- 巻之一百十四 列伝第四十一 - 藤原不比等 子武智麻呂 房前 宇合 麻呂 孫浜成 六世孫富士麻呂 七世孫道明 橘諸兄
- 巻之一百十五 列伝第四十二 - 秦河勝 阿倍御主人 大伴御行 多治比池守 道首名 石川年足  子名足 弟豊成 藤原岳守 清原有雄 丹墀門成 春枝王 長岑高名 山田古嗣 藤原高房 甘南備高直 紀夏井 南淵永河 小野恒柯 橘良基
- 巻之一百十六 列伝第四十三 - 高向玄理 秦朝元 阿倍仲麻呂 藤原清河 大伴古麻呂 子継人 膳大丘 平群広成 高元度 内蔵全成 清海惟岳
- 巻之一百十七 列伝第四十四 - 長屋王 藤原広嗣 橘奈良麻呂 孫逸勢 小野東人
- 巻之一百十八 列伝第四十五 - 佐伯今毛人 百済敬福 国中公麻呂 高倉福信 紀勝長 弟田上 伴善男
- 巻之一百十九 列伝第四十六 - 文室浄三 孫綿麻呂 秋津 浄三弟大市 船王 兄子和気王 氷上塩焼 志計志麻呂 川継 山村王 平高棟 子季長 惟範 豊前王
- 巻之一百二十 列伝第四十七 - 藤原永手 弟真楯 魚名 藤原豊成 藤原良継 弟百川 蔵下麻呂 良継弟子種継 種継子仲成 大中臣清麻呂 孫淵魚 曾孫正棟 玄孫国雄 和気清麻呂 子広世 真綱 仲世
- 巻之一百二十一 列伝第四十八 - 巨勢麻呂 大伴旅人 子家持 大野東人 田中多太麻呂 坂上苅田麻呂 道島島足 大伴駿河麻呂 百済俊哲 紀広純 藤原継縄 大伴益立 藤原小黒麻呂
- 巻之一百二十二 列伝第四十九 - 紀古佐美 大伴弟麻呂 坂上田村麻呂 子浄野 孫当道 巨勢野足
- 巻之一百二十三 列伝第五十 - 吉備真備 菅原清公
- 巻之一百二十四 列伝第五十一 - 藤原冬嗣 子長良 良相 良仁 弟愛発
- 巻之一百二十五 列伝第五十二 - 橘清友 安倍兄雄 藤原長岡 弟大津 衛 藤原松影 藤原諸葛
- 巻之一百二十六 列伝第五十三 - 藤原園人 藤原緒嗣 子春津 清原夏野
- 巻之一百二十七 列伝第五十四 - 滋野貞主 小野岑守 藤原三守 安倍安仁 藤原吉野 子良近 朝野鹿取 藤原良縄
- 巻之一百二十八 列伝第五十五 - 正躬王 山田春城 讃岐永直 伴成益
- 巻之一百二十九 列伝第五十六 - 藤原冬緒 安倍貞行 在原行平 藤原山陰
- 巻之一百三十 列伝第五十七 - 藤原保則 小野春風
- 巻之一百三十一 列伝第五十八 - 藤原良房 藤原基経 子仲平 忠平 忠平孫済時
- 巻之一百三十二 列伝第五十九 - 藤原時平 子敦忠 顕忠 藤原菅根
- 巻之一百三十三 列伝第六十 - 菅原道真
- 巻之一百三十四 列伝第六十一 - 三善清行
- 巻之一百三十五 列伝第六十二 - 藤原実頼 子頼忠 孫佐理 弟師輔 師輔子伊尹 兼通 為光 公季
- 巻之一百三十六 列伝第六十三 - 藤原兼家 子道隆 道綱 道兼 藤原義懐 藤原惟成
- 巻之一百三十七 列伝第六十四 - 藤原利仁 藤原忠文 小野好古 紀淑人 源経基 子満政 平貞盛 藤原秀郷 藤原為憲
- 巻之一百三十八 列伝第六十五 - 藤原道長 子頼通 頼宗 教通 藤原有国
- 巻之一百三十九 列伝第六十六 - 藤原実資 子資平 藤原能信 藤原伊周 弟隆家
- 巻之一百四十 列伝第六十七 - 源満仲 子頼光 頼信 平維茂 藤原保昌
- 巻之一百四十一 列伝第六十八 - 源経信 基綱 藤原斉信 源俊賢 藤原公任 定頼 藤原行成
- 巻之一百四十二 列伝第六十九 - 藤原師実 子師通 家忠 孫教長 源師房 子俊房 顕房
- 巻之一百四十三 列伝第七十 - 源頼義 子義綱 義光 源義家 子義国 孫為義 曾孫為朝 平景政
- 巻之一百四十四 列伝第七十一 - 清原武則 藤原清衡 曾孫泰衡
- 巻之一百四十五 列伝第七十二 - 平忠盛 子経盛 教盛 忠度 経盛 経盛子経正 敦盛 敦盛子通盛 教経
- 巻之一百四十六 列伝第七十三 - 藤原忠実 子忠通 孫基実 基房 源雅実 子雅定
- 巻之一百四十七 列伝第七十四 - 源隆国 子隆綱 俊明 源経成 藤原為隆 弟顕隆 大江匡房
- 巻之一百四十八 列伝第七十五 - 藤原頼長 子師長 藤原通憲 子成範
- 巻之一百四十九 列伝第七十六 - 藤原伊通 藤原光頼 弟惟方 藤原経宗
- 巻之第百五十 列伝第七十七 - 藤原実行 子公教 弟実能 実能孫実定 藤原成通 藤原宗長 弟雅経
- 巻之一百五十一 列伝第七十八 - 藤原敦光 清原頼業 藤原兼光
- 巻之一百五十二 列伝第七十九 - 平清盛上 子基盛 宗盛 知盛 重衡
- 巻之一百五十三 列伝第八十 - 平清盛下
- 巻之一百五十四 列伝第八十一 - 大庭景親 弟景久 伊東祐親 子祐清 斎藤実盛 足利忠綱 平家貞 子貞能 平盛俊 子盛嗣 藤原忠清 子景清 弟景家 瀬尾兼康
- 巻之一百五十五 列伝第八十二 - 藤原成親 子成経 藤原師光 平時忠 平頼盛 平宗清
- 巻之一百五十六 列伝第八十三 - 平重盛 子維盛
- 巻之一百五十七 列伝第八十四 - 藤原兼実 良経
- 巻之一百五十八 列伝第八十五 - 藤原長方 藤原経房
- 巻之一百五十九 列伝第八十六 - 藤原基通 源通親 藤原道家 藤原公経 実氏 藤原公継
- 巻之第百六十 列伝第八十七 - 源頼政 長谷部信連 源行家
- 巻之一百六十一 列伝第八十八 - 城長茂 遠藤盛遠 平知康
- 巻之一百六十二 列伝第八十九 - 藤原忠信 藤原宗行 源有雅 藤原光親 藤原範茂 藤原信能 藤原朝俊 三浦胤義 大江親広 藤原秀康 山田重忠 清水頼高 八田知尚 佐佐木経高 佐佐木経高 鏡久綱 宮崎定範 仁科盛遠 河野通信 大内惟信
- 巻之一百六十三 列伝第九十 - 藤原藤房 弟季房 藤原俊基 源具行 平成輔 藤原資朝 子邦光
- 巻之一百六十四 列伝第九十一 - 藤原師賢 藤原隆資 子隆俊 藤原実世
- 巻之一百六十五 列伝第九十二 - 源親房 子顕信 顕能 族顕時 顕国
- 巻之一百六十六 列伝第九十三 - 源顕家 源忠顕
- 巻之一百六十七 列伝第九十四 - 藤原道平 弟師基 藤原定房 藤原為冬 藤原光継 藤原雅忠 藤原康長 藤原行房 源定平 藤原清忠
- 巻之一百六十八 列伝第九十五 - 土岐頼兼・多治見国長 足助重範 錦織俊政 桜山茲俊 僧円観・文観・忠円・聖尋 僧良忠 僧祐覚 僧宗信 僧西阿
- 巻之一百六十九 列伝第九十六 - 楠正成 子正行 族正家 和田正遠 和田賢秀 賢秀弟正朝 和田正武 和田正忠 橋本正員 橋本正茂 橋本正高 大冢惟正
- 巻之第百七十 列伝第九十七 - 名和長年 従子長重 児島高徳 土居通治・得能通言
- 巻之一百七十一 列伝第九十八 - 菊池武時 子武重 武光 結城宗広 子親光
- 巻之一百七十二 列伝第九十九 - 新田義貞
- 巻之一百七十三 列伝第百 - 新田義顕 弟義興 義宗 脇屋義助 子義治
- 巻之一百七十四 列伝第百一 - 堀口貞満 金谷経氏 江田行義 大舘氏明 大井田氏経 里見時成 細屋秀国
- 巻之一百七十五 列伝第百二 - 船田義昌 族経政 栗生顕友 筱塚某 畑時能 由良具滋 渡里忠景 小山田高家 瓜生保
- 巻之一百七十六 列伝第百三 - 富士名義綱 大江景繁 勅使河原直重 秋月種道 河島維頼 気比氏治 藤原昌能 宇治惟直 族惟澄 太田守延 津守国夏 本間忠秀
- 巻之一百七十七 列伝第百四 - 宇都宮公綱 従姪泰藤 赤松氏範 石塔義房 細川清氏 北条時行 桃井直常 飽浦信胤 楠正儀 小山義政
- 巻之一百七十八 列伝第百五 - 藤原宣房 藤原為明 藤原良基 藤原公賢 藤原資名 弟資明 藤原経顕
- 巻之一百七十九 列伝第百六 将軍一 - 源頼朝上
- 巻之第百八十 列伝第百七 将軍二 - 源頼朝下
- 巻之一百八十一 列伝第百八 将軍三 - 源頼家 子僧公暁 源実朝
- 巻之一百八十二 列伝第百九 将軍四 - 藤原頼経 藤原頼嗣
- 巻之一百八十三 列伝第第百十 将軍五 - 宗尊親王 惟康親王 久明親王 守邦親王
- 巻之一百八十四 列伝第百十一 将軍六 - 足利尊氏
- 巻之一百八十五 列伝第百十二 将軍七 - 足利義詮
- 巻之一百八十六 列伝第百十三 将軍八 - 足利義満
- 巻之一百八十七 列伝第百十四 将軍家族一 - 源範頼 源義経 伊勢義盛 佐藤継信・忠信
- 巻之一百八十八 列伝第百十五 将軍家族二 - 新田義重 足利義兼 子義氏 安田義定 弟義遠 平賀義信 子惟義 朝雅 武田信義 子信光 小笠原長清 佐竹秀義
- 巻之一百八十九 列伝第百十六 将軍家族三 - 足利直義 足利直冬
- 巻之第百九十 列伝第百十七 将軍家族四 - 足利基氏 子氏満 孫満兼
- 巻之一百九十一 列伝第百十八 将軍家臣一 - 平広常 千葉常胤 子胤正 胤頼 三浦義明 子義澄 義連 弟義実 義実子義忠
- 巻之一百九十二 列伝第百十九 将軍家臣二 - 北条時政 小山朝政 弟宗政 朝光
- 巻之一百九十三 列伝第百二十 将軍家臣三 - 佐佐木秀義 子定綱 定綱子信綱 定綱弟盛綱 盛綱弟高綱
- 巻之一百九十四 列伝第百二十一 将軍家臣四 - 土肥実平 弟宗遠 大庭景能 安達盛長 子景盛 曾孫泰盛 後藤実基 子基清 加藤景廉 工藤茂光 族景光 景光子行光 比企能員 泉親衡 河村秀清
- 巻之一百九十五 列伝第百二十二 将軍家臣五 - 北条義時 三浦義村 子泰村
- 巻之一百九十六 列伝第百二十三 将軍家臣六 - 畠山重忠
- 巻之一百九十七 列伝第百二十四 将軍家臣七 - 和田義盛 義秀 孫朝盛 義盛弟義茂 梶原景時 子景季
- 巻之一百九十八 列伝第百二十五 将軍家臣八 - 天野遠景 仁田忠常 下河辺行平 政義 葛西清重 八田知家 首藤経俊 俊綱 金子家忠 熊谷直実
- 巻之一百九十九 列伝第百二十六 将軍家臣九 - 中原親能 大江広元 時広 季光 三善康信 藤原行政
- 巻之第二百 　列伝第百二十七 将軍家臣十 - 北条泰時 伊賀光季 弟光宗
- 巻之第二百一 列伝第百二十八 将軍家臣十一 - 北条時頼 青砥藤綱 北条時宗 子貞時
- 巻之第二百二 列伝第百二十九 将軍家臣十二 - 北条高時 金沢貞将 二階堂貞藤 安東聖秀 塩飽聖遠 長崎高重 工藤某 五大院宗繁
- 巻之第二百三 列伝第百三十 将軍家臣十三 - 北条時房 子時直 北条朝時 北条重時 玄孫守時 北条政村 名越高家 淡河時治 大仏貞直 大仏高直
- 巻之第二百四 列伝第百三十一 将軍家臣十四 - 北条泰家 北条仲時・北条時益
- 巻之第二百五 列伝第百三十二 将軍家臣十五 - 足利高経 義将 石橋和義 上杉憲顕 上杉重能 今川範国 子範氏 貞世 弟範満 兄子頼貞
- 巻之第二百六 列伝第百三十三 将軍家臣十六 - 細川和氏 弟頼春 従弟顕氏 顕氏弟定禅 直俊
- 巻之第二百七 列伝第百三十四 将軍家臣十七 - 畠山国清 弟義深 仁木頼章 弟義長 石塔頼房 吉良満貞 小笠原貞宗
- 巻之第二百八 列伝第百三十五 将軍家臣十八 - 塩冶高貞 佐佐木高氏 佐佐木氏頼 細川頼之
- 巻之第二百九 列伝第百三十六 将軍家臣十九 - 高師直 弟師泰 師冬
- 巻之第二百十 列伝第百三十七 将軍家臣二十 - 赤松則村 範資 貞範 則祐
- 巻之二百十一 列伝第百三十八 将軍家臣二十一 - 山名時氏 子師義 氏清 土岐頼遠 兄頼直 姪頼康
- 巻之二百十二 列伝第百三十九 将軍家臣二十二 - 大友貞宗 少弐貞経 子頼尚 小田治久 結城親朝 伊達行朝 千葉貞胤 大内義弘 荻野朝忠
- 巻之二百十三 列伝第百四十 文学一 - 王仁 船辰爾 葛井広成 紀清人 山田御方 高丘河内 太安万侶 百済倭麻呂 下毛野虫麻呂 刀利宣令 下毛野古麻呂 調老人 伊与部馬養 大倭長岡 陽侯真身 矢集虫麻呂 塩屋古麻呂 山田銀 大倭小東人 守部大隅 越智広江 背奈行文 調古麻呂 清村晋卿 紀古麻呂 楢原東人 栄井蓑麻呂
- 巻之二百十四 列伝第百四十一 文学二 - 石上宅嗣 淡海三船 菅原古人 玄孫淳茂 淳茂孫輔正 古人六世孫文時 十三世孫為長 菅野真道 賀陽豊年 善道真貞 藤原関雄 小野篁 孫道風 春澄善縄 豊階安人 紀安雄
- 巻之二百十五 列伝第百四十二 文学三 - 都良香 橘広相 島田忠臣 大蔵善行 藤原佐世 紀長谷雄 巨勢文雄 善淵永貞 三統理平 惟宗公方 孫允亮
- 巻之二百十六 列伝第百四十三 文学四 - 大江音人 孫朝綱 維時 玄孫以言 維時孫匡衡 定基 匡衡子時棟
- 巻之二百十七 列伝第百四十四 文学五 - 橘直幹 源順 橘正通 源為憲 藤原為時 慶滋保胤 紀斉名 藤原義忠 藤原明衡 子敦基 僧玄慧 朴翁
- 巻之二百十八 列伝第百四十五 歌人一 - 柿本人麻呂 山部赤人 在原業平 大友黒主
- 巻之二百十九 列伝第百四十六 歌人二 - 紀貫之 姪友則 凡河内躬恒 壬生忠岑 子忠見 大中臣能宣 子輔親 清原元輔
- 巻之二百二十 列伝第百四十七 歌人三 - 藤原長能 橘永愷 平兼盛 藤原実方 藤原顕季 孫清輔 藤原通俊 藤原敦頼 藤原範永
- 巻之二百二十一 列伝第百四十八 歌人四 - 藤原基俊 僧仙覚 源俊頼 藤原俊成 子定家 孫為家 曾孫為氏 為相 藤原家隆 藤原貞宗 僧浄弁 慶運 卜部兼好
- 巻之二百二十二 列伝第百四十九 孝子 - 倭果安・奈良許知麻呂 美濃当耆郡樵夫 丈部路祖父麻呂・安頭麿呂・乙麻呂 丈部知積・君子尺麻呂 網引金村 小谷五百依・建部大垣 矢田部黒麻呂 伴家主 風早富麻呂 財部継麻呂 丸部明麻呂 秦豊永 丹生弘吉 下毛野公助 僧某 曾我祐成・時致 中原章兼・章信
- 巻之二百二十三 列伝第百五十 義烈 - 調伊企儺 杵淵重光 藤原忠光 文三家安 源仲頼 越後能景 大河兼任 平康盛 関信兼・平田家継 左中太常澄 村上義光 子義隆
- 巻之二百二十四 列伝第百五十一 列女 - 衣縫金継女 福依売 橘逸勢女 夜叉女 微妙 上毛野形名妻 田道妻 多治比島妻家原音那 大伴御行妻紀音那 四比信紗 高橋波自采女 額田部蘇提売 他田千世売 真玉主売 藤原豊成妻藤原百能 難波部安良売 伴富成妻 刑部刀自咩 秦部正月満妻 和邇部広刀自 早部氏成売 守部秀刀自 安倍則任妻 鎌田政家妻長田氏 源渡妻袈裟 源義高妻源氏 小宰相 静 佐介貞俊妻 和気広虫 源頼朝妻北条氏 北条時頼母安達氏 楠正成妻 瓜生保母 山名氏清妻藤原氏 小野小町 紫式部 清少納言 赤染右衛門 和泉式部 小式部内侍
- 巻之二百二十五 列伝第百五十二 隠逸 -藤原高光 源成信・藤原重家 源顕基 藤原為業 佐藤義清 鴨長明
- 巻之二百二十六 列伝第百五十三 方技 水江浦島子 役小角 白箸翁 大津首 大津大浦 藤原並藤 伊岐是雄・卜部平麻呂 滋岳川人 弓削是雄 賀茂忠行 子保憲 安倍晴明 五世孫泰親 僧登照 吉田宜 孫興世書主 菅原峯嗣 菅原梶成 物部広泉 丹波雅忠 百済河成 巨勢金岡
- 巻之二百二十七 列伝第百五十四 叛臣一 - 吉備田狭 藤原仲麻呂 弓削道鏡
- 巻之二百二十八 列伝第百五十五 叛臣二 - 平将門 藤原純友 平忠常 安倍頼時 子貞任 源義親
- 巻之二百二十九 列伝第百五十六 叛臣三 - 藤原信頼 源義朝 子義平 鎌田政家
- 巻之二百三十 列伝第百五十七 叛臣四 - 源義仲 樋口兼光 弟今井兼平 根井幸親 浅原為頼 藤原公宗
- 巻之二百三十一 列伝第百五十八 逆臣 - 蘇我馬子 子蝦夷 孫入鹿
- 巻之二百三十二 列伝第百五九 諸蕃一 - 新羅上
- 巻之二百三十三 列伝第百五十 諸蕃二 - 新羅下
- 巻之二百三十四 列伝第百六十一 諸蕃三 - 高句麗 高麗
- 巻之二百三十五 列伝第百六十二 諸蕃四 - 百済上
- 巻之二百三十六 列伝第百六十三 諸蕃五 - 百済下
- 巻之二百三十七 列伝第百六十四 諸蕃六 - 任那 耽羅
- 巻之二百三十八 列伝第百六十五 諸蕃七 - 渤海上
- 巻之二百三十九 列伝第百六十六 諸蕃八 - 渤海下
- 巻之二百四十 列伝第百六十七 諸蕃九 - 蝦夷上
- 巻之二百四十一 列伝第百六十八 諸蕃十 - 蝦夷下 粛慎 女真 琉球
- 巻之二百四十二 列伝第百六十九 諸蕃十一 - 隋 唐
- 巻之二百四十三 列伝第百七十 諸蕃十二 - 宋 元 遼 金 明 吐火羅 崑崙

### 志
- 巻之二百四十四 志第一 神祇一 総叙一
- 巻之二百四十五 志第二 神祇二 総叙二
- 巻之二百四十六 志第三 神祇三 総叙三
- 巻之二百四十七 志第四 神祇四 祭儀上 - 大嘗 祈年 月次 神今食 神衣 神嘗 新嘗
- 巻之二百四十八 志第五 神祇五 祭儀下 - 大忌 風神 鎮花 三枝 相嘗 鎮魂 鎮火 道餐 大殿 御門附 大祓 御贖 卜庭 名神 祈雨 八十島 遣蕃国使 蕃客入京 奉大神宝 祈年穀
- 巻之二百四十九 志第六 神祇六 神社一 - 伊勢大神宮 内侍所
- 巻之二百五十 志第七 神祇七 神社二 - 宮中諸神 京中諸神
- 巻之二百五十一 志第八 神祇八 神社三 - 山城
- 巻之二百五十二 志第九 神祇九 神社四 - 大和
- 巻之二百五十三 志第十 神祇十 神社五 - 河内 和泉 摂津
- 巻之二百五十四 志第十一 神祇十一 神社六 - 伊賀 伊勢 志摩
- 巻之二百五十五 志第十二 神祇十二 神社七 - 尾張 参河 遠江 駿河 伊豆
- 巻之二百五十六 志第十三 神祇十三 神社八 - 甲斐 相模 武蔵 安房 上総 下総 常陸
- 巻之二百五十七 志第十四 神祇十四 神社九 - 近江 美濃 飛騨 信濃
- 巻之二百五十八 志第十五 神祇十五 神社十 - 上野 下野 陸奥 出羽
- 巻之二百五十九 志第十六 神祇十六 神社十一 - 若狭 越前 加賀 能登 越中 越後 佐渡
- 巻之二百六十 志第十七 神祇十七 神社十二 - 丹波 丹後 但馬 因幡 伯耆
- 巻之二百六十一 志第十八 神祇十八 神社十三 - 出雲 石見 隠岐
- 巻之二百六十二 志第十九 神祇十九 神社十四 - 播磨 美作 備前 備中 備後 安芸 周防 長門
- 巻之二百六十三 志第二十 神祇二十 神社十五 - 紀伊 淡路 讃岐 伊予 土佐
- 巻之二百六十四 志第二十一 神祇二十一 神社十六 - 筑前 筑後 豊前 豊後 肥前 肥後 日向 大隅 薩摩 壱岐 対馬
- 巻之二百六十五 志第二十二 神祇二十二 - 社殿
- 巻之二百六十六 志第二十三 神祇二十三 - 神官 斎服
- 巻之二百六十七 志第二十四 氏族一 皇別一 - 総叙 神武 安寧 懿徳 孝昭 孝霊
- 巻之二百六十八 志第二十五 氏族二 皇別二 - 孝元
- 巻之二百六十九 志第二十六 氏族三 皇別三 - 開化 崇神 垂仁 景行 仲哀
- 巻之二百七十 志第二十七 氏族四 皇別四 - 応神 継体 宣化 敏達 用明 舒明 天智 帝大友 天武 光仁 桓武
- 巻之二百七十一 志第二十八 氏族五 皇別五 - 桓武 平城 嵯峨 清和 宇多 村上 華山
- 巻之二百七十二 志第二十九 氏族六 神別一 - 天神 饒速日
- 巻之二百七十三 志第三十 氏族七 神別二 - 天神 高皇産霊 神皇産霊 津速魂
- 巻之二百七十四 志第三十一 氏族八 神別三 - 天神 天児屋 振魂等十五神
- 巻之二百七十五 志第三十二 氏族九 神別四
  - 天孫 天穂日 天津彦根 天火明 火闌降 稲飯 木乃根 天佐鬼利 天富貴
  - 地祇 猨田彦 大巳貴 椎根津彦 豊玉彦 天押穂根等
- 巻之二百七十六 志第三十三 氏族十 蕃別一 - 漢土
- 巻之二百七十七 志第三十四 氏族十一 蕃別二 - 百済 高麗 新羅 任那 賀羅 渤海
- 巻之二百七十八 志第三十五 氏族十二 - 本系不詳者
- 巻之二百七十九 志第三十六 氏族十三 - 出自不詳者
- 巻之二百八十 志第三十七 職官一 - 総叙
- 巻之二百八十一 志第三十八 職官二
  - 神祇官
  - 太政官 巡察使
  - 中務省 中宮職 左右大舎人寮 図書寮 内蔵寮 縫殿寮 陰陽寮 内匠寮 画工司 内薬司 内礼司
  - 式部省 大学寮 散位寮 治部省 雅楽寮 玄蕃寮 諸陵司 喪儀司
- 巻之二百八十二 志第三十九 職官三
  - 民部省 主計寮 主税寮
  - 兵部省 兵馬司 造兵司 鼓吹司 主船司 主鷹司
  - 刑部省 贓贖司 囚獄司
  - 大蔵省 典鋳司 掃部司 漆部司 縫部司 織部司
  - 宮内省 大膳職 木工寮 大炊寮 主殿寮 典薬寮 正親司 内膳司 造酒司 鍛冶司 官奴司 園池司 土工司 采女司 主水司 主油司 内掃部司 筥陶司 内染司
- 巻之二百八十三 志第四十 職官四
  - 弾正台 衛門府 隼人司 左右衛士府 左右兵衛府 左右馬寮 左右兵庫寮 左右京職 東西市司 摂津職 大宰府 防人司 国司 郡司 軍団
- 巻之二百八十四 志第四十一 職官五
  - 後宮 内侍所 蔵司 薬司 兵司 闈司 殿司 掃司 水司 膳司 酒司 縫司 女御更衣御匣殿 院司
  - 東宮
  - 春宮坊 舎人監 主膳監 主蔵監 主殿署 主書署 主槳署 主工署 主兵署 主馬署
  - 家令
  - 令外官 斎宮寮 斎院司 修理職 勘解由使 鋳銭司 左右修理宮城使 造寺使 防鴨河使 施薬使 検非違使庁 内豎所 内教坊 大歌所 御書所 記録所 蔵人所 穀倉院 正蔵率分所 神泉苑 鎮守府 陸奥出羽按察使 秋田城司 征夷使 押領使 追捕使 牧監
  - 臨時所置官
  - 廃官
- 巻之二百八十五 志第四十二 国郡一 - 総叙
- 巻之二百八十六 志第四十三 国郡二 畿内一 - 山城国
- 巻之二百八十七 志第四十四 国郡三 畿内二 - 大和国
- 巻之二百八十八 志第四十五 国郡四 畿内三 - 河内国 和泉国
- 巻之二百八十九 志第四十六 国郡五 畿内四 - 摂津国
- 巻之二百九十 志第四十七 国郡六 東海道一 - 伊賀国 伊勢国 志摩国
- 巻之二百九十一 志第四十八 国郡七 東海道二 - 尾張国 参河国
- 巻之二百九十二 志第四十九 国郡八 東海道三 - 遠江国
- 巻之二百九十三 志第五十 国郡九 東海道四 - 駿河国 伊豆国
- 巻之二百九十四 志第五十一 国郡十 東海道五 - 甲斐国 相模国
- 巻之二百九十五 志第五十二 国郡十一 東海道六 - 武蔵国
- 巻之二百九十六 志第五十三 国郡十二 東海道七 - 安房国 上総国 下総国
- 巻之二百九十七 志第五十四 国郡十三 東海道八 - 常陸国
- 巻之二百九十八 志第五十五 国郡十四 東山道一 - 近江国
- 巻之二百九十九 志第五十六 国郡十五 東山道二 - 美濃国 飛騨国 信濃国
- 巻之三百 志第五十七 国郡十六 東山道三 - 上野国 下野国
- 巻之三百一 志第五十八 国郡十七 東山道四 - 陸奥国
- 巻之三百二 志第五十九 国郡十八 東山道五 - 出羽国 北島附
- 巻之三百三 志第六十 国郡十九 北陸道一 - 若狭国 越前国
- 巻之三百四 志第六十一 国郡二十 北陸道二 - 加賀国 能登国 越中国
- 巻之三百五 志第六十二 国郡二十一 北陸道三 - 越後国 佐渡国
- 巻之三百六 志第六十三 国郡二十二 山陰道一 - 丹波国 丹後国
- 巻之三百七 志第六十四 国郡二十三 山陰道二 - 但馬国 因幡国 伯耆国
- 巻之三百八 志第六十五 国郡二十四 山陰道三 - 出雲国 石見国 隠岐国
- 巻之三百九 志第六十六 国郡二十五 山陽道一 - 播磨国 美作国
- 巻之三百一十 志第六十七 国郡二十六 山陽道二 - 備前国 備中国 備後国 安芸国 周防国 長門国
- 巻之三百十一 志第六十八 国郡二十七 南海道一 - 紀伊国 淡路国
- 巻之三百十二 志第六十九 国郡二十八 南海道二 - 阿波国 讃岐国 伊予国 土佐国
- 巻之三百十三 志第七十 国郡二十九 西海道一 - 筑前国 筑後国
- 巻之三百十四 志第七十一 国郡三十 西海道二 - 豊前国 豊後国
- 巻之三百十五 志第七十二 国郡三十一 西海道三 - 肥前国 肥後国
- 巻之三百十六 志第七十三 国郡三十二 西海道四 - 日向国 大隅国
- 巻之三百十七 志第七十四 国郡三十三 西海道五 - 薩摩国 壱岐島 対馬島 南島及西蕃附
- 巻之三百十八 志第七十五 食貨一 - 総叙一
- 巻之三百十九 志第七十六 食貨二 - 総叙二
- 巻之三百二十 志第七十七 食貨三 - 戸口
- 巻之三百二十一 志第七十八 食貨四 - 田制
- 巻之三百二十二 志第七十九 食貨五 - 賦役上
- 巻之三百二十三 志第八十 食貨六 - 賦役中 出挙
- 巻之三百二十四 志第八十一 食貨七 - 賦役下 調庸 地子雑物 貢献物
- 巻之三百二十五 志第八十二 食貨八 - 倉庫 義倉常平倉附 簿帳
- 巻之三百二十六 志第八十三 食貨九 - 供御
- 巻之三百二十七 志第八十四 食貨十 - 封録上
- 巻之三百二十八 志第八十五 食貨十一 - 封録下
- 巻之三百二十九 志第八十六 食貨十二 - 賑恤 恩給附
- 巻之三百三十 志第八十七 食貨十三 - 山野河海 池溝堤防 道路橋梁
- 巻之三百三十一 志第八十八 食貨十四 - 駅伝馬牛 津済船舶
- 巻之三百三十二 志第八十九 食貨十五 - 市肆交易 貨幣 度量権衡
- 巻之三百三十三 志第九十 食貨十六 - 荘園 保名附
- 巻之三百三十四 志第九十一 礼楽一 - 礼儀総叙 即位 譲位 天皇冠礼 皇太子冠礼 皇子冠礼 冊立皇后皇太子 元正 小朝拝 四方拝 朝覲 皇后受賀 皇太子受賀 告朔 冬至受賀
- 巻之三百三十五 志第九十二 礼楽二 - 宴会 青馬 踏歌 大射 禊飲 走馬 相撲 菊花宴 釈奠 郷飲酒郊祀附 大儺
- 巻之三百三十六 志第九十三 礼楽三 - 朝儀班序 朝参 任官 上表 進御薪 氷様奏 腹赤奏附 献卯杖 百官相見 賜節刀 蕃使朝貢
- 巻之三百三十七 志第九十四 礼楽四 - 山陵之制 歴代山陵 荷前幣
- 巻之三百三十八 志第九十五 礼楽五 - 大喪 皇太后皇后喪 凶服 諸臣凶服 輟朝 国忌 弔喪 賜諡 喪葬 賻贈 服紀
- 巻之三百三十九 志第九十六 礼楽六 - 儀衛総叙 鹵簿 行啓 車馬従者 随身
- 巻之三百四十 志第九十七 礼楽七 - 輿服総叙 御服 皇后服 皇太子服 親王諸王諸臣副 内親王女王内命婦服 武官服 制服
- 巻之三百四十一 志第九十八 礼楽八 - 礼冠 冠 幘 烏帽子 挿頭華 袍 直衣 小直衣附 布衣 水干猟衣猟襖附 直垂 素襖附 水干 貂裘
- 巻之三百四十二 志第九十九 礼楽九 - 印璽 大刀契鈴印鑰 駅鈴伝符 関契 京邑宮殿 御座 朝座 群臣第宅
- 巻之三百四十三 志第一百 礼楽十 - 音楽総叙
- 巻之三百四十四 志第一百一 礼楽十一 - 神楽 鎮魂祭歌神宮歌附
- 巻之三百四十五 志第一百二 礼楽十二 - 催馬楽 東遊 風俗
- 巻之三百四十六 志第一百三 礼楽十三 - 楽舞
- 巻之三百四十七 志第一百四 礼楽十四 - 音律 左部楽曲一
- 巻之三百四十八 志第一百五 礼楽十五 - 左部楽曲二 右部楽曲 雑楽
- 巻之三百四十九 志第一百六 礼楽十六 - 楽器 舞器 舞服 舞面
- 巻之三百五十 志第一百七 兵一 - 兵総叙一
- 巻之三百五十一 志第一百八 兵二 - 兵総叙二
- 巻之三百五十二 志第一百九 兵三 - 西方鎮衛 大宰府
- 巻之三百五十三 志第一百十 兵四 - 東方鎮撫 鎮守府及秋田城并諸城柵
- 巻之三百五十四 志第一百十一 兵五 - 征夷府
- 巻之三百五十五 志第一百十二 兵六 - 健児 隼人 相撲 大射 騎射 陣練 刀剣 矛 附槍長刀 弓 箭 弩 馬政
- 巻之三百五十六 志第一百十三 刑法一
- 巻之三百五十七 志第一百十四 刑法二
- 巻之三百五十八 志第一百十五 陰陽一 - 用暦次第 革命議附
- 巻之三百五十九 志第一百十六 陰陽二 災祥一 - 日食 日変 月変 彗孛 客星 星変 月五星凌犯 五星聚合 星月昼見雲気 虹蜺
- 巻之三百六十 志第一百十七 陰陽三 災祥二 - 雷振 氷雹 雨雪 隕霜 天雨異物 無雲而雨 陰霧昼晦 夏寒 冬温 亢旱 霖雨 大風
- 巻之三百六十一 志第一百十八 陰陽四 災祥三 - 大水 水変 地震 山災 山崩 地陥
- 巻之三百六十二 志第一百十九 陰陽五 災祥四 - 年饑 疫瘡 火災
- 巻之三百六十三 志第一百二十 陰陽六 災祥五 - 人痾 畜𣄸 虫豸之孽 草木之妖 金石之異
- 巻之三百六十四 志第一百二十一 仏事一 - 総叙一
- 巻之三百六十五 志第一百二十二 仏事二 - 総叙二
- 巻之三百六十六 志第一百二十三 仏事三 - 総叙三
- 巻之三百六十七 志第一百二十四 仏事四 - 総叙四
- 巻之三百六十八 志第一百二十五 仏事五 - 諸国国分寺定額寺 神宮寺附
- 巻之三百六十九 志第一百二十六 仏事六 - 国忌斎会 法会 賜度 宗門 僧階 僧官

### 表
- 巻之三百七十 表第一 臣連伴造一
- 巻之三百七十一 表第二 臣連伴造二
- 巻之三百七十二 表第三 公卿一
- 巻之三百七十三 表第四 公卿二
- 巻之三百七十四 表第五 公卿三
- 巻之三百七十五 表第六 公卿四
- 巻之三百七十六 表第七 公卿五
- 巻之三百七十七 表第八 公卿六
- 巻之三百七十八 表第九 公卿七
- 巻之三百七十九 表第十 国郡司一
- 巻之三百八十 表第十一 国郡司二
- 巻之三百八十一 表第十二 国郡司三
- 巻之三百八十二 表第十三 国郡司四
- 巻之三百八十三 表第十四 国郡司五
- 巻之三百八十四 表第十五 国郡司六
- 巻之三百八十五 表第十六 国郡司七
- 巻之三百八十六 表第十七 国郡司八
- 巻之三百八十七 表第十八 国郡司九
- 巻之三百八十八 表第十九 国郡司十
- 巻之三百八十九 表第二十 国郡司十一
- 巻之三百九十 表第二十一 国郡司十二
- 巻之三百九十一 表第二十二 蔵人検非違使一
- 巻之三百九十二 表第二十三 蔵人検非違使二
- 巻之三百九十三 表第二十四 蔵人検非違使三
- 巻之三百九十四 表第二十五 蔵人検非違使四
- 巻之三百九十五 表第二十六 将軍僚属一
- 巻之三百九十六 表第二十七 将軍僚属二
- 巻之三百九十七 表第二十八 将軍僚属三

## 備考
- 『大日本史』に論賛を付けるか否かは執筆関係者の間でも意見が分かれ、徳川光圀の没後の正徳6年（1716年）に論賛の執筆が決定されて安積澹泊がその任にあたり、享保5年（1720年）の江戸幕府への献上時には論賛が付けられていた。だが、その後も論賛に対する反対意見があり、最終的に文化6年（1809年）になって論賛の削除が決定された。なお、それ以前の延享3年（1746年）に仙台藩の田辺希文が『大日本史』の序文と論賛だけを抜き出した『大日本史論藪』を刊行しており、それによって内容を知る事が出来る[5]。明治期の刊本にもとづいた「大日本史賛藪」として『近世史論集』（日本思想大系）に収録されている。